# Ринеканты
Ринеканты (лат. Rhinecanthus) — род лучепёрых рыб из семейства спинороговых (Balistidae). Встречается в Индо-Тихоокеанском регионе. Обитают на коралловых рифах, и все кроме Rhinecanthus abyssus держатся на сравнительно небольших глубинах. Они являются одними из самых мелких представителей семейства (длина тела более 30 сантиметров). Фоновая окраска коричневая или серовато-белая, с контрастным узором жёлтого, оранжевого, синего или чёрного цвета. Взрослые особи всех видов имеют относительно тёмную линию (у большинства видов синеватую), проходящую от лба вниз через глаз к грудным плавникам.

## Классификация
В состав рода включают 7 видов:
- Rhinecanthus abyssus
- Rhinecanthus aculeatus — Колючий ринекант
- Rhinecanthus assasi
- Rhinecanthus cinereus
- Rhinecanthus lunula
- Rhinecanthus rectangulus — Заплаточный ринекант
- Rhinecanthus verrucosus

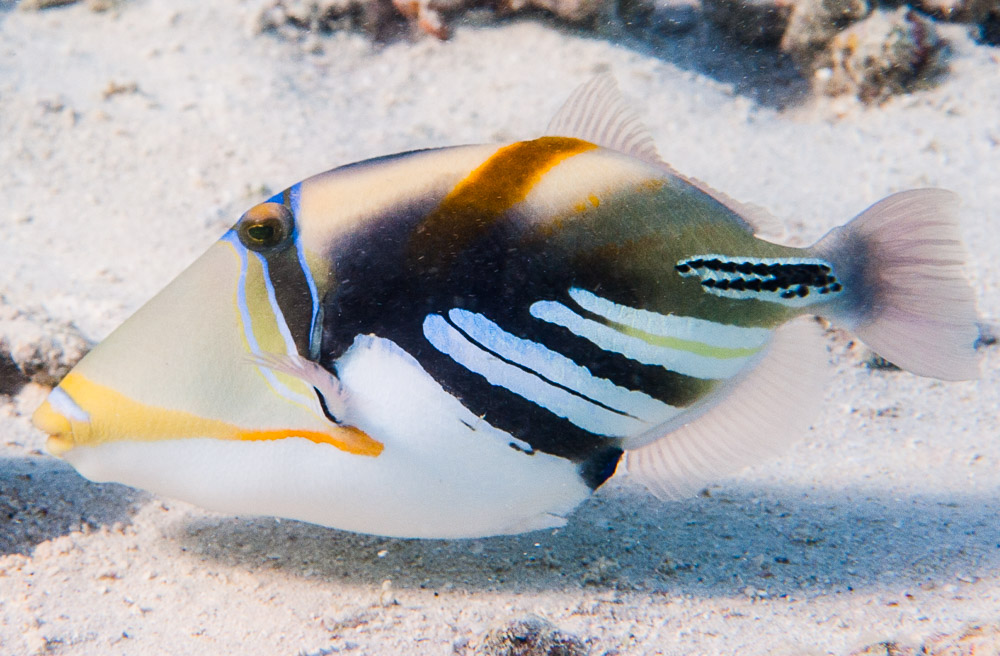
R. aculeatus
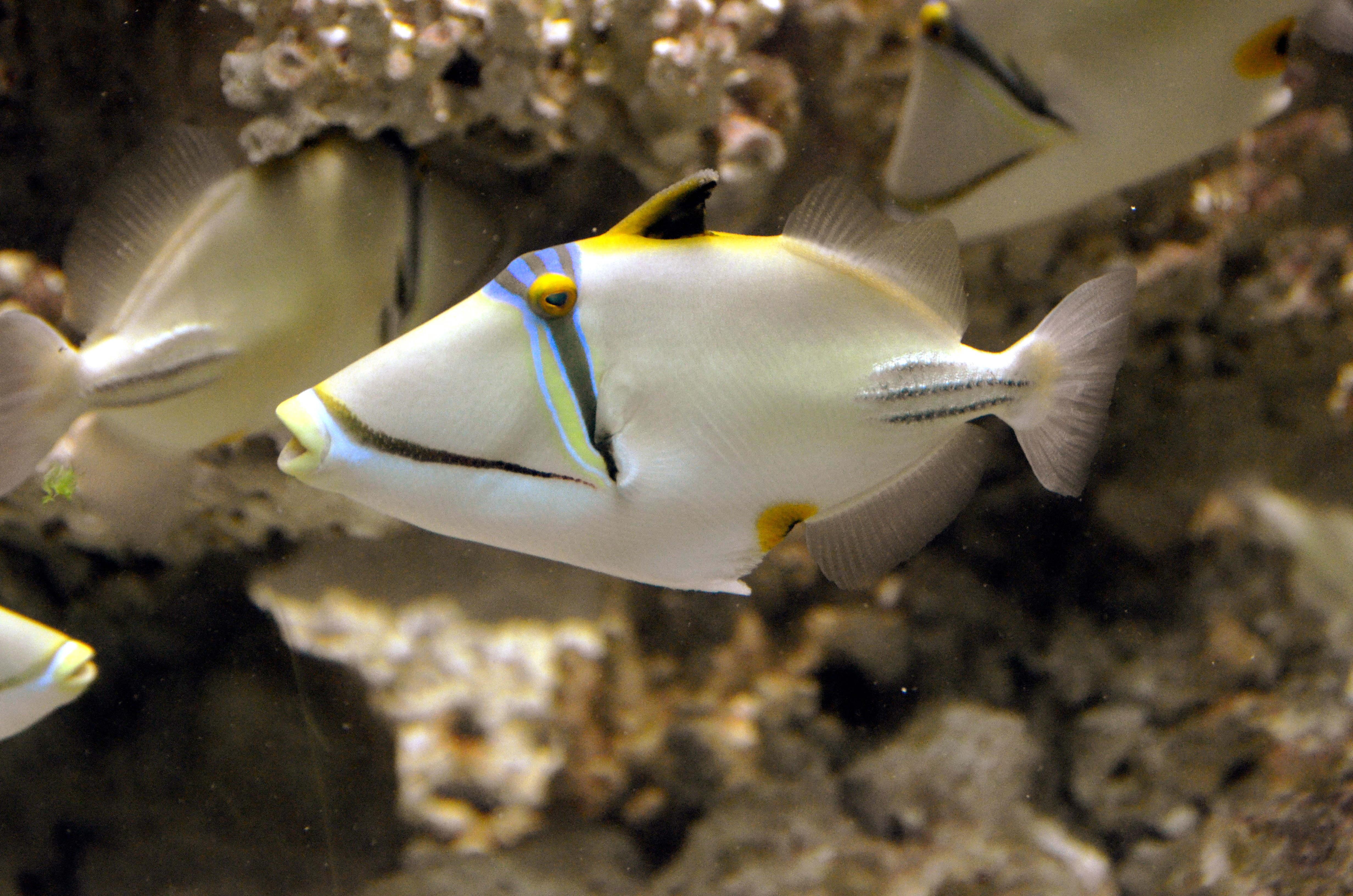
R. assasi
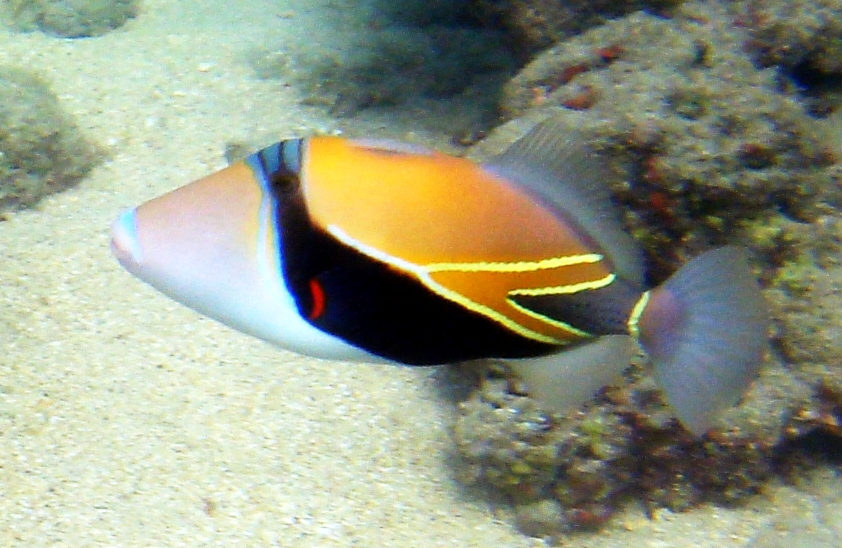
R. rectangulus
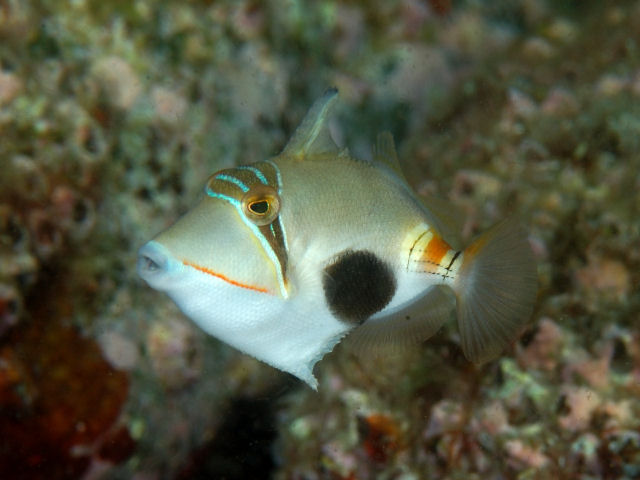
R. verrucosus